# Nati nel 1433
| Questa pagina contiene informazioni ricavate automaticamente dalle voci biografiche con l'ausilio del template Bio e di un bot. L'aggiornamento è periodico e automatico e ricostruisce completamente la pagina. Se manca una persona in questa lista, sei pregato di non aggiungerla, ma accertati piuttosto che la sua voce biografica contenga il template Bio e che i dati anagrafici siano correttamente compilati. Se il template Bio manca, inseriscilo tu stesso o, in alternativa, metti l'avviso {{tmp\|Bio}} che ne segnala la mancanza. Se i dati riportati sono sbagliati, correggi direttamente la voce biografica; le modifiche saranno visibili in questa lista entro pochi giorni. Per chiarimenti vedi il progetto biografie. La lista contiene solo le 23 persone che sono citate nell'enciclopedia e per le quali è stato implementato correttamente il template Bio. Pagina aggiornata al 10 mag 2025. |

- 23 giugno - Francesco II di Bretagna, conte († 1488)
- 31 agosto - Sigismondo I d'Este, nobile italiano († 1507)
- 17 settembre - Giacomo di Coimbra, cardinale e arcivescovo cattolico portoghese († 1459)
- 27 settembre - Stanislao Casimiritano, presbitero e santo polacco († 1489)
- 19 ottobre - Bernardo Bembo, umanista italiano († 1519)
- 20 ottobre - Marsilio Ficino, filosofo, umanista e astrologo italiano († 1499)
- 10 novembre - Carlo I di Borgogna, nobile († 1477)
- 10 novembre - Jeanne de Laval, nobile francese († 1498)
- 17 novembre - Ferdinando d'Aviz, principe portoghese († 1470)
- Niccolò Ariosto, militare italiano († 1500)
- Carlo II di Borbone, cardinale e arcivescovo cattolico francese († 1488)
- Francesco Colonna, religioso italiano († 1527)
- Felice Feliciano, umanista italiano († 1479)
- Robert Gaguin, filosofo e umanista francese († 1501)
- László Hunyadi, politico ungherese († 1457)
- Giovanni Mazone, pittore italiano († 1511)
- Ludovico Morbioli, beato italiano († 1485)
- Mirkhond, storico persiano († 1498)
- Nilo di Sora, monaco cristiano e mistico russo († 1508)
- Marco Zoppo, pittore italiano († 1478)
- Stefano III il Grande, sovrano rumeno († 1504)
- Eleonora Stuart, principessa scozzese († 1480)
- Francesco di Antonio del Chierico, miniatore e orafo italiano († 1488)